# Vaprio d’Adda
Vaprio d’Adda település Olaszországban, Lombardia régióban, Milánó megyében. Lakosainak száma 9506 fő (2023. január 1.). Vaprio d’Adda Canonica d’Adda, Cassano d’Adda, Fara Gera d’Adda, Pozzo d’Adda, Trezzo sull’Adda, Capriate San Gervasio és Grezzago községekkel határos.

## Népesség
A település lakossága az elmúlt években az alábbi módon változott:
| Lakosok száma | 8598 | 8972 | 9114 | 9506 |
|               | 2013 | 2017 | 2018 | 2023 |